# Niedźwiedź (Powiat Limanowski)
Niedźwiedź ist ein Dorf im Powiat Limanowski in der Woiwodschaft Kleinpolen. Es ist Sitz der gleichnamigen Landgemeinde mit etwa 7000 Einwohnern.

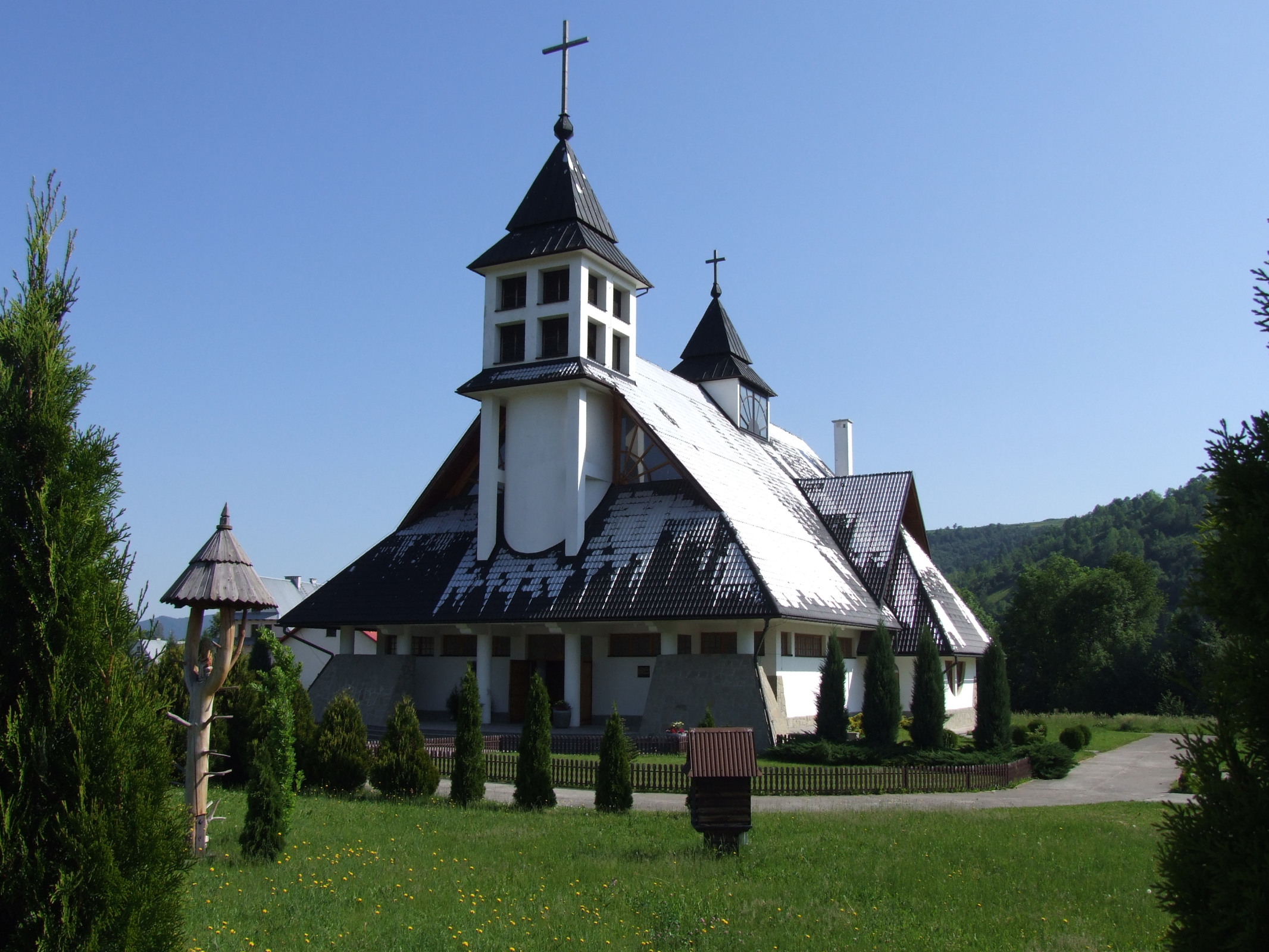
Ortskirche

## Geographie
Niedźwiedź liegt in den Gorzen am Bach Porębianka zwischen den Bergen Potaczkowa (746 m) und Witowa (723 m).

## Geschichte
1254 wurde der Bach Mezweza, später Miedźwiedza oder Miedżwiedźa (Niedźwiedź – Bär), heute Porębianka, urkundlich erwähnt. Das deutschrechtliche Dorf entlang des Bachs wurde nach Jan Długosz (gestorben 1480) im Jahr 1398 gegründet. Nach dem NS-Historiker Kurt Lück wurde es zum Teil von deutschen Siedlern, möglicherweise Zipser Sachsen, gegründet, weil 1398 ein Helwig aus dem Dorf erwähnt wurde und noch im 17. und 18. Jahrhundert einige Dorfbewohner deutschstämmige Namen trugen.
Politisch und administrativ gehörte das private Dorf zum Königreich Polen (ab 1569 in der Adelsrepublik Polen-Litauen), Woiwodschaft Krakau, Kreis Sącz. Das Dorf war im königlichen Besitztum, aber wurde von der Familien Ratołd, Pieniążek und Lubomirski in Pacht genommen. 1593 wurde eine Kirche von den Lubomirski errichtet, die zwölf Jahre später zum Sitz einer neuen Pfarrei wurde. 1607 wurde das Besitztum des Dorfs auf die Familie Lubomirski völlig übertragen. 1608 wurde eine Papierfabrik eröffnet (1730 geschlossen), danach kamen dazu eine Brauerei und eine Mühle.
Nach der Teilung Polens 1772 gehörte Niedźwiedź zum österreichischen Kronland Galizien. 1833 erhielt der Ort das Marktrecht (verloren 1919). 1875 wurde Władysław Orkan in der örtlichen Kirche getauft.
Während des Ersten Weltkriegs fand in der Gegend die Schlacht bei Limanowa–Lapanow 1914 statt. Nach dem Waffenstillstand 1918 wurde im November 1918 die Zweite Polnische Republik begründet.
Mit dem Überfall auf Polen im September 1939 lag das Dorf im Distrikt Krakau des Generalgouvernements. Ende Januar 1945 wurde Niedźwiedź von der Roten Armee eingenommen. Nach Kriegsende gehörte das Dorf von 1975 bis 1998 zu der Woiwodschaft Nowy Sącz, danach zur Woiwodschaft Kleinpolen.

## Persönlichkeit
- Krystyna Liberda (* 1968), polnische Biathletin.

## Gemeinde
Zur Landgemeinde (gmina wiejska) Niedźwiedź gehören zehn Dörfer mit Schulzenämtern.